# Gooba
 (août 2020).
Le contenu est difficilement compréhensible vu les erreurs de traduction, qui sont peut-être dues à l'utilisation d'un logiciel de traduction automatique.
Singles de 6ix9ine
Swervin
(2019) Trollz
(2020)
Gooba, stylisée en GOOBA, est une chanson du rappeur américain 6ix9ine. 
Elle est sortie le 8 mai 2020, anniversaire de 6ix9ine, comme le premier single depuis sa libération de prison le 2 avril 2020. C'est le premier single de son deuxième album sorti en août 2020. La chanson et la vidéo qui l'accompagne ont été enregistrées en résidence surveillée, à la suite du procès des Nine Trey Gangsters, auxquels 6ix9ine fait référence dans la chanson. Il cible également ses détracteurs.

## Contexte
Le 18 novembre 2018, Hernandez a été arrêté pour racket, possession d'armes et de drogue. Après avoir plaidé coupable aux neuf chefs d'accusation, tels que le vol à main armée et complot en vue d'un meurtre, il a été condamné à 2 ans de prison en décembre 2019. Cependant, il est libéré plus tôt, en avril 2020, en raison de la pandémie de Covid-19. Le 7 mai 2020, il annonce qu'il fêtera ses 24 ans le lendemain, en sortant un nouveau single. 

### Promotion
La chanson est promue via un grand panneau d'affichage à Times Square qui disait « Le roi est de retour ». 6ix9ine a également organisé une session Instagram Live le jour de la sortie de la chanson, qui a reçu un record de 2 millions de vues simultanées,,.

## Composition et paroles
Gooba contient un rythme de trap simple, et trouve 6ix9ine employant son style « agressif ». Lyriquement, comme l'a noté Rap-Up, il « déchaîne sa colère sur les haineux et les chasseurs d'influence ». Dans le refrain, 6ix9ine rappe « Êtes-vous stupide, stupide ou stupide ? », reprenant une réplique de la chanson du rappeur de Brooklyn, Ronny Godz, Are You Dumb, une ligne que 6ix9ine a déjà utilisée sur sa chanson de 2018 Stoopid,. La chanson comprend également une référence à la pandémie de Covid-19 (« Basique, été chaud, bien avant le coronavirus »). Brendan Klinkenberg de Rolling Stone a décrit la chanson comme « terriblement brutale et apparemment conçue pour provoquer »[réf. nécessaire].

## Critiques
Gooba a reçu des critiques négatives. Shawn Setaro, de Complex, a donné une critique négative à la chanson et a critiqué 6ix9ine et l'approche du rappeur pour son retour, affirmant qu'il n'était « pas le jeune homme repentant et calme que nous avons vu dans la salle d'audience ». Setaro a ajouté : « Au lieu de cela, nous avons vu un homme de 24 ans obsédé par l'argent, la popularité, les haineux et le fait de se venger en tous cas ». Il a fustigé 6ix9ine pour son manque d'excuses envers ceux à qui il a fait du tort, disant qu'il « énumère seulement […] les torts qui lui ont été faits, et pourquoi ces torts le rendent irréprochable ». Craig Jenkins de Vulture a une idée similaire, considérant la chanson comme « une longue diatribe sur la façon dont tout le monde est jaloux parce qu'il fait mieux qu'eux ». Jenkins a ensuite critiqué le rappeur, déclarant : « C'est choquant qu'un rappeur vous dise que son personnage entier n'était en réalité qu'un shtick[Quoi ?] rémunérateur, puis revenez directement dans le personnage[Quoi ?], pour entendre et voir un artiste hip-hop faire une blague du fait qu'il a chanté à la tribune devant le tribunal », mais a conclu : « on ne peut pas l'arrêter car il faut savoir ce qui se passe ensuite ; notre curiosité est sa source de pouvoir ». Justin Tinsley de The Undefeated a qualifié 6ix9ine de « tache sur le hip-hop », remettant en question son art : « Regardez la conversation autour de GOOBA ; c'est le théâtre autour de qui il est qui est le tirage au sort[incompréhensible], pas les paroles. Encore une fois, je concentre plutôt toute l'énergie que j'ai sur l'art qui compte. Art qui est abondamment significatif et riche en raison culturelle ».

## Performance commerciale
À la suite de ses débuts à la 3e place sur le Billboard Hot 100, 6ix9ine diffuse une vidéo accusant Billboard de manipulation de ventes. Il a déclaré : « Je veux que le monde sache que Billboard ment », tout en ajoutant : « Vous pouvez acheter des no 1 sur Billboard »[réf. nécessaire]. Il a également accusé les chanteurs pop Ariana Grande et la direction de Justin Bieber d'avoir acheté des téléchargements pour leur chanson Stuck with U, qui a fait ses débuts au numéro 1 devant Gooba. Il a allégué qu'« ils avaient acheté 30 000 exemplaires avec six cartes de crédit »[réf. nécessaire]. 6ix9ine a affirmé : « Tout est manipulé, tout est fabriqué », montrant que les flux Gooba s'était accumulé au cours de sa première semaine, accusant Billboard de « disqualifier » environ 20 millions de flux. Quelques jours auparavant, 6ix9ine avait posté une vidéo sur Instagram montrant une prévision non identifiée du graphique Hot 100 où Stuck With U était placé au numéro 5. Plus tard, il a posté une autre vidéo, où, selon ses mots, la chanson « est passée de la cinquième place à la première place de nulle part », suggérant que Billboard manipulait le Hot 100 et « jouait les favoris ». Dans un long post en ligne, Grande a indirectement répondu à 6ix9ine en écrivant : « Je n'avais pas de numéro un pendant les cinq premières années de ma carrière et cela ne m'a pas du tout bouleversée parce que du fond du cœur, ma musique est tout pour moi […] ». Elle a continué pour nier l'accusation de 6ix9ine selon laquelle elle et l'équipe de Bieber ont acheté des téléchargements de chansons numériques pour la piste : « Nos fans ont acheté cette chanson (jamais plus de quatre exemplaires chacun, comme l'état des règles[incompréhensible]). Les ventes comptent pour plus que des flux. Vous ne pouvez pas discréditer cela aussi dur que vous essayez ». Bieber a également répondu, soulignant que 6ix9ine comptait les flux mondiaux au lieu des flux américains et a répondu à ses affirmations, en disant : « La société Nielsen vérifie cela et a découvert que toutes les ventes étaient légitimes parce que nos fans sont incroyables et les ont achetées ». Scooter Braun, le manager de Grande et Bieber, a également répondu, niant les affirmations de 6ix9ine,. 
Billboard a répondu plus tard le même jour, « dans l'intérêt de la transparence », en niant toute manipulation de classement, expliquant sa méthodologie de classement pour le Hot 100. Le magazine a ensuite abordé et détaillé toutes les accusations portées par 6ix9ine, y compris le pic des ventes sur 24 heures que Stuck with U a reçu, notant que « des singles ont été mis en vente dans les boutiques en ligne de Grande et Bieber » le dernier jour du suivi des cartes[incompréhensible].
6ix9ine affirme que Billboard ne « divulguerait » pas d'informations sur les données lorsqu'on lui demandait, déclarant qu'ils ne pouvaient pas « fournir des détails granulaires sur un titre à quiconque sauf à son propriétaire de contenu » et soulignait en outre que « les partenaires de données reconnaissent les achats en masse excessifs et suppriment ces unités du total des ventes finales ». En ce qui concerne la vidéo de 6ix9ine d'une prévision de graphique non identifiée, Billboard a déclaré qu'il « ne distribuait aucune prévision de classement Hot 100 aux labels, à la direction ou aux artistes », et a conclu que « Dans l'ensemble, Stuck With U a attiré 28,1 millions de flux américains, 26,3 millions d'audience à la radio et 108 000 vendus au cours de la semaine suivante, c'est pourquoi il est arrivé au numéro un alors que Gooba avait 55,3 millions de flux américains, 172 000 d'audience à la radio et 24 000 vendus, c'est pourquoi il est arrivé au numéro trois[style à revoir] ».

## Clip musical
Le clip a été tourné en avril 2020 et publié le 8 mai 2020. 6ix9ine avait précédemment demandé à un juge l'autorisation de filmer dans sa cour pendant la détention à domicile. Lors de sa sortie, le clip a atteint plus de 38,9 millions de vues au cours de ses 24 premières heures, battant le record du plus grand début pour une chanson hip-hop sur YouTube précédemment détenue par Killshot d'Eminem. Le 31 mai 2020, le clip vidéo a été temporairement supprimé de YouTube en raison d'une plainte pour droit d'auteur du producteur kényan Magix Enga ; il a affirmé que Gooba avait échantillonné l'une de ses chansons sans autorisation[réf. nécessaire].

### Contexte et concept
La vidéo a été tournée et réalisée par 6ix9ine lui-même, alors qu'il était confiné à domicile à la suite de la sortie supervisée de 6ix9ine de prison le 2 avril 2020. Le clip a été réalisé par CanonF8 par David Wept et 6ix9ine lui-même. Le tournage du clip a été réalisé moins de deux semaines avant sa sortie, le rappeur n'étant autorisé à sortir que deux heures par semaine, sur ordre d'un juge. La vidéo présente la petite amie de 6ix9ine, Rachel Jade Wattley, et un « arc-en-ciel de modèles de gros butins » qui twerk, alors qu'elle est couverte de peinture. Dans une scène, la vidéo coupe à 6ix9ine se transformant en un rat animé (une référence à lui qui raconte ses anciens membres de gang[incompréhensible]). Il montre également son moniteur de cheville. Les gardes de sécurité du rappeur sont également vus dans la vidéo.

## Classements
| Chart (2020)                            | Position |
| --------------------------------------- | -------- |
| Argentine (Hot 100)                     | 72       |
| Australie (ARIA)                        | 14       |
| Autriche (Ö3 Austria Top 40)            | 3        |
| Belgique (Flandre Ultratop 50 Singles)  | 39       |
| Belgique (Wallonie Ultratop 50 Singles) | 39       |
| Canada (Hot 100)                        | 2        |
| Tchéquie (IFPI Singles Digitál)         | 1        |
| Danemark (Tracklisten)                  | 9        |
| Finlande (Suomen virallinen lista)      | 1        |
| France (SNEP)                           | 7        |
| France (SNEP Ventes)                    | 5        |
| Grèce (IFPI)                            | 1        |
| Hongrie (Single Top 40)                 | 1        |
| Hongrie (Stream Top 40)                 | 1        |
| Irlande (Irish Singles Chart)           | 4        |
| Italie (FIMI)                           | 9        |
| Lituanie (Agata)                        | 7        |
| Pays-Bas (Single Top 100)               | 13       |
| Nouvelle-Zélande (RMNZ)                 | 14       |
| Norvège (VG-lista)                      | 5        |
| Slovaquie (IFPI Singles Digitál)        | 3        |
| Espagne (PROMUSICAE)                    | 76       |
| Suède (Sverigetopplistan)               | 5        |
| Suisse (Schweizer Hitparade)            | 2        |
| Royaume-Uni (UK Singles Chart)          | 6        |
| États-Unis (Hot 100)                    | 3        |
| États-Unis (R&B/Hip-Hop Songs)          | 2        |
| États-Unis (Rolling Stone Top 100)      | 2        |